# Басульто, Хуан Мигель
Хуан Мигель Басульто Медина (исп. Juan Miguel Basulto Medina; род. 1 июля 1992 или 7 января 1992, Окотлан, Халиско) — мексиканский футболист, защитник клуба «Эредиано».

## Клубная карьера
Басульто — воспитанник клуба «Гвадалахара». 12 января 2013 года в матче против «Сантос Лагуна» он дебютировал в мексиканской Примере. В начале 2014 года Мигель на правах аренды перешёл в «Леонес Негрос». 19 января в матче против «Селаи» он дебютировал в Лиге Ассенсо. Вторую половину сезона он также провёл в аренде, его новой командой стал «Корас де Тепик». 19 июля в матче против «Сакатепека» Басульто дебютировал за новую команду. 18 января 2015 года в поединке против «Ирапуато» он забил свой первый гол за «Тепик». Летом Мигель вернулся в «Гвадалахару» и помог родному клубу завоевать Кубок Мексики. В 2017 году он помог клубу выиграть чемпионат. В 2018 году Басульто стал победителем Лиги чемпионов КОНКАКАФ.

## Международная карьера
В 2009 году Басульто принял участие в юношеском чемпионате мира в Нигерии. На турнире он сыграл в матчах против Швейцарии, Бразилии, Японии и Северной Кореи. В поединке против бразильцев Мигель забил гол.

## Достижения
Клубные
«Гвадалахара»
- Чемпионат Мексики по футболу — Клаусура 2017
- Обладатель Кубка Мексики — Апертура 2015
- Обладатель Суперкубка Мексики — 2016
- Победитель Лиги чемпионов КОНКАКАФ — 2018